# Silver Springs (Nevada)
Silver Springs é uma Região censo-designada localizada no estado americano de Nevada, no Condado de Lyon.

## Demografia
Segundo o censo americano de 2000, a sua população era de 4708 habitantes.

## Geografia
De acordo com o United States Census Bureau tem uma área de
203,5 km², dos quais 187,6 km² cobertos por terra e 15,9 km² cobertos por água.

## Localidades na vizinhança
O diagrama seguinte representa as localidades num raio de 40 km ao redor de Silver Springs.